# Temporada 1986-87 de los Houston Rockets
La temporada 1986-87 fue la decimosexta de los Houston Rockets en su localización de Texas, y la vigésima en la NBA, tras haber jugado las cuatro primeras en San Diego (California). La temporada regular acabó con 42 victorias y 40 derrotas, ocupando el sexto puesto de la conferencia Oeste, clasificándose para los playoffs, en los que cayeron en semifinales de conferencia ante los Seattle SuperSonics.

## Elecciones en elDraft
| Ronda | Puesto | Jugador       | Posición | Nacionalidad   | Universidad      |
| ----- | ------ | ------------- | -------- | -------------- | ---------------- |
| 1     | 20     | Buck Johnson  | Alero    | Estados Unidos | Alabama          |
| 2     | 43     | Dave Feitl    | Pívot    | Estados Unidos | UTEP             |
| 3     | 66     | Anthony Bowie | Escolta  | Estados Unidos | Oklahoma         |
| 4     | 89     | Conner Henry  | Escolta  | Estados Unidos | UC Santa Barbara |

## Temporada regular
| División Medio Oeste | División Medio Oeste | División Medio Oeste | División Medio Oeste | División Medio Oeste | División Medio Oeste | División Medio Oeste | División Medio Oeste | División Medio Oeste |
| Equipo               | G                    | P                    | %                    | PD                   | Casa                 | Fuera                | Div                  |                      |
| -------------------- | -------------------- | -------------------- | -------------------- | -------------------- | -------------------- | -------------------- | -------------------- | -------------------- |
| y-Dallas Mavericks   | 55                   | 27                   | .671                 | –                    | 35–6                 | 20–21                | 19–11                |                      |
| x-Utah Jazz          | 44                   | 38                   | .537                 | 11                   | 31–10                | 13–28                | 19–11                |                      |
| x-Houston Rockets    | 42                   | 40                   | .512                 | 13                   | 25–16                | 17–24                | 19–11                |                      |
| x-Denver Nuggets     | 37                   | 45                   | .451                 | 18                   | 27–14                | 10–31                | 14–16                |                      |
| Sacramento Kings     | 29                   | 53                   | .354                 | 26                   | 20–21                | 9–32                 | 10–20                |                      |
| San Antonio Spurs    | 28                   | 54                   | .341                 | 27                   | 21–20                | 7–34                 | 9–21                 |                      |

## Playoffs

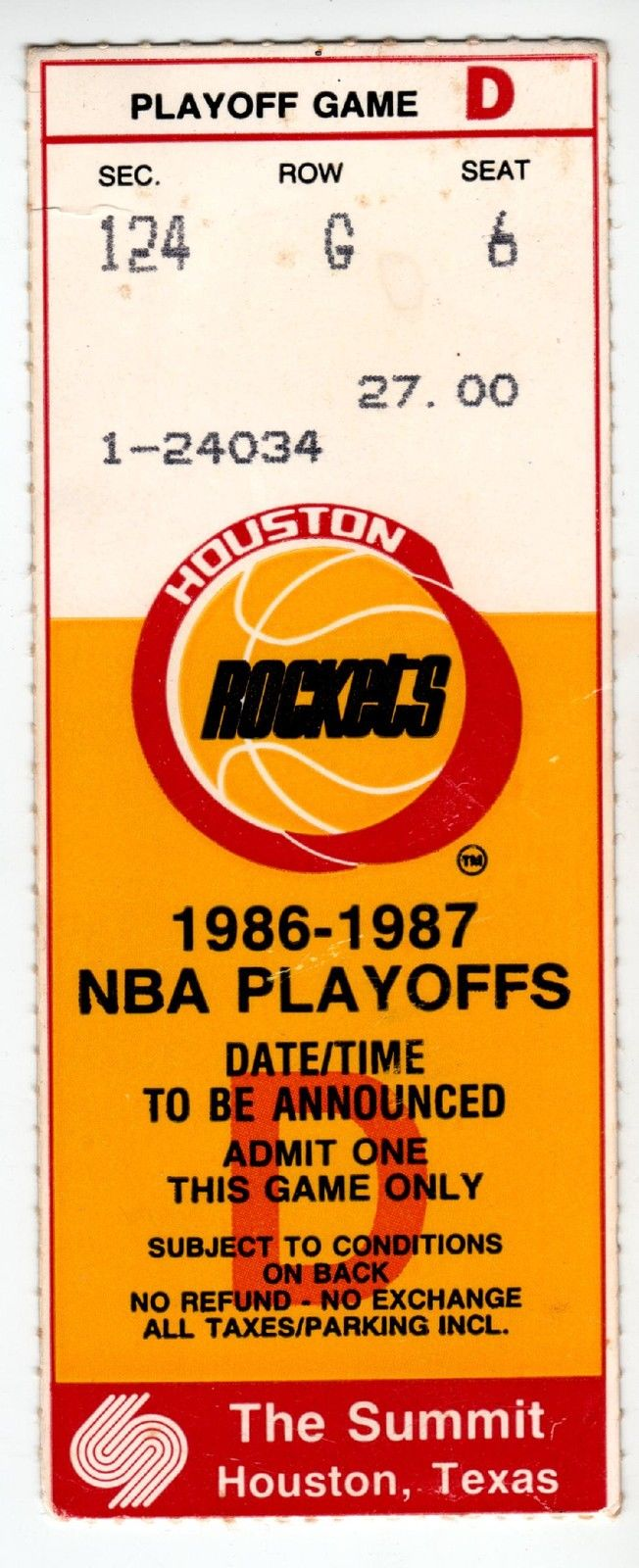
Una entrada para el 2.º partido de las Semifinales de la Conferencia Oeste de 1987 entre los Rockets y los Seattle SuperSonics.

### Primera ronda
Portland Trail Blazers vs. Houston Rockets 
| Fecha       | Partido                                         | Ciudad   |
| ----------- | ----------------------------------------------- | -------- |
| 24 de abril | Portland Trail Blazers 115, Houston Rockets 125 | Portland |
| 26 de abril | Portland Trail Blazers 111, Houston Rockets 98  | Portland |
| 28 de abril | Houston Rockets 117, Portland Trail Blazers 108 | Houston  |
| 30 de abril | Houston Rockets 113, Portland Trail Blazers 101 | Houston  |
|             | Houston Rockets gana las series 3-1             |          |

### Semifinales de Conferencia
Houston Rockets vs. Seattle SuperSonics 
| Fecha      | Partido                                      | Ciudad  |
| ---------- | -------------------------------------------- | ------- |
| 2 de mayo  | Houston Rockets 106, Seattle SuperSonics 111 | Houston |
| 5 de mayo  | Houston Rockets 97, Seattle SuperSonics 99   | Houston |
| 7 de mayo  | Seattle SuperSonics 84, Houston Rockets 102  | Seattle |
| 9 de mayo  | Seattle SuperSonics 117, Houston Rockets 102 | Seattle |
| 12 de mayo | Houston Rockets 112, Seattle SuperSonics 107 | Houston |
| 15 de mayo | Seattle SuperSonics 128, Houston Rockets 125 | Seattle |
|            | Seattle SuperSonics gana las series 4-2      |         |

## Estadísticas
| Rk | Jugador          | Edad | P  | PT | MP   | TC  | TCI  | %TC  | T3  | T3I | %T3  | TL  | TLI | %TL  | RO  | RD  | RT   | AS  | RB  | TAP | BP  | FP  | PTS  |
| -- | ---------------- | ---- | -- | -- | ---- | --- | ---- | ---- | --- | --- | ---- | --- | --- | ---- | --- | --- | ---- | --- | --- | --- | --- | --- | ---- |
| 1  | Rodney McCray    | 25   | 81 | 81 | 38.7 | 5.3 | 9.7  | .552 | 0.0 | 0.1 | .000 | 3.8 | 4.9 | .779 | 2.3 | 4.8 | 7.1  | 5.4 | 1.1 | 0.7 | 2.6 | 2.1 | 14.4 |
| 2  | Hakeem Olajuwon  | 24   | 75 | 75 | 36.8 | 9.0 | 17.8 | .508 | 0.0 | 0.1 | .200 | 5.3 | 7.6 | .702 | 4.2 | 7.2 | 11.4 | 2.9 | 1.9 | 3.4 | 3.0 | 3.9 | 23.4 |
| 3  | Robert Reid      | 31   | 75 | 63 | 34.6 | 5.6 | 13.4 | .417 | 0.7 | 2.2 | .327 | 1.8 | 2.4 | .768 | 0.6 | 3.2 | 3.9  | 4.3 | 1.0 | 0.3 | 1.4 | 3.1 | 13.7 |
| 4  | Ralph Sampson    | 26   | 43 | 32 | 30.8 | 6.4 | 13.2 | .489 | 0.0 | 0.1 | .000 | 2.7 | 4.4 | .624 | 2.0 | 6.6 | 8.7  | 2.8 | 0.9 | 1.3 | 2.9 | 3.9 | 15.6 |
| 5  | Jim Petersen     | 24   | 82 | 56 | 29.3 | 4.7 | 9.2  | .511 | 0.0 | 0.0 | .000 | 1.9 | 2.5 | .727 | 2.2 | 4.6 | 6.8  | 1.5 | 0.5 | 1.2 | 1.9 | 3.3 | 11.3 |
| 6  | Mitchell Wiggins | 27   | 32 | 19 | 24.6 | 4.8 | 10.9 | .437 | 0.0 | 0.2 | .000 | 1.5 | 2.0 | .754 | 2.3 | 1.8 | 4.2  | 2.4 | 1.4 | 0.1 | 1.6 | 2.6 | 11.1 |
| 7  | Dirk Minniefield | 26   | 63 | 52 | 23.5 | 3.3 | 7.0  | .466 | 0.2 | 0.5 | .324 | 1.0 | 1.4 | .709 | 0.4 | 1.6 | 2.1  | 5.3 | 1.0 | 0.1 | 2.3 | 2.6 | 7.7  |
| 8  | Allen Leavell    | 29   | 53 | 11 | 22.2 | 2.8 | 6.8  | .411 | 0.3 | 1.1 | .316 | 1.9 | 2.2 | .840 | 0.3 | 0.9 | 1.2  | 4.2 | 1.0 | 0.2 | 1.2 | 2.4 | 7.8  |
| 9  | Lewis Lloyd      | 27   | 32 | 14 | 21.5 | 5.2 | 9.7  | .532 | 0.0 | 0.2 | .143 | 2.0 | 2.7 | .756 | 0.4 | 1.1 | 1.5  | 2.8 | 0.6 | 0.2 | 1.6 | 2.2 | 12.4 |
| 10 | Cedric Maxwell   | 31   | 46 | 0  | 18.2 | 2.2 | 4.1  | .548 | 0.0 | 0.0 | .000 | 2.7 | 3.5 | .773 | 1.6 | 2.4 | 4.0  | 1.6 | 0.3 | 0.1 | 1.0 | 1.7 | 7.2  |
| 11 | Steve Harris     | 23   | 74 | 3  | 15.9 | 3.4 | 8.1  | .419 | 0.0 | 0.1 | .000 | 1.5 | 1.8 | .854 | 1.0 | 1.3 | 2.3  | 1.4 | 0.5 | 0.2 | 1.0 | 1.5 | 8.3  |
| 12 | Buck Johnson     | 23   | 60 | 3  | 8.7  | 1.6 | 3.4  | .468 | 0.0 | 0.0 | .000 | 0.7 | 1.0 | .690 | 0.6 | 0.8 | 1.5  | 0.7 | 0.3 | 0.3 | 0.6 | 1.4 | 3.8  |
| 13 | Dave Feitl       | 24   | 62 | 1  | 8.0  | 1.4 | 3.3  | .436 | 0.0 | 0.0 | .000 | 0.9 | 1.1 | .746 | 0.6 | 1.3 | 1.9  | 0.4 | 0.1 | 0.1 | 0.6 | 1.3 | 3.7  |
| 14 | Richard Anderson | 26   | 51 | 0  | 6.1  | 1.2 | 2.7  | .424 | 0.1 | 0.3 | .250 | 0.4 | 0.6 | .759 | 0.5 | 1.1 | 1.5  | 0.6 | 0.1 | 0.1 | 0.4 | 0.7 | 2.8  |
| 15 | Conner Henry     | 23   | 18 | 0  | 5.1  | 0.4 | 1.8  | .242 | 0.1 | 0.6 | .091 | 0.4 | 0.6 | .700 | 0.0 | 0.4 | 0.4  | 0.4 | 0.2 | 0.0 | 0.5 | 0.4 | 1.3  |

## Galardones y récords
| Jugador        | Galardón                                                             |
| Akeem Olajuwon | Mejor quinteto de la NBA Mejor quinteto defensivo de la NBA All-Star |
| Rodney McCray  | 2.º Mejor quinteto defensivo de la NBA                               |
| Ralph Sampson  | All-Star                                                             |